# 佐藤たかみち
佐藤 たかみち（さとう たかみち、1998年3月21日 - ）は、日本の俳優。ボックスコーポレーション所属。

## 略歴
- 2014年、第2回 関東ハイスクールミスターコン 2014でグランプリを獲得[2][3]。
- 2018年、舞台「母の桜が散った夜」で俳優デビュー[4]。
- 2020年4月15日、オフィシャルサイトを開設[5]。

## 人物
- 足のサイズは28cm[1]。
- 趣味はピアノ、ゲーム[1]。
- 特技はピアノ[1]で、2021年放送の『芸能界特技王決定戦 TEPPEN』のピアノ対決に出演した[6]。

## 出演

### 舞台
- “STRAYDOG”Produce＝春の二本立て公演！＝「母の桜が散った夜」（2018年4月）Bチーム ※佐藤尚之名義[4][7]
- “STRAYDOG”番外公演「Starting Over」（2018年4月〜5月）Aチーム ※佐藤尚之名義[1][8]
- “STRAYDOG”Produce西原理恵子デビュー30周年記念 舞台「女の子ものがたり」（2018年8月）Bチーム ※佐藤尚之名義[1][9]
- ハイパープロジェクション演劇「ハイキュー！！ 東京の陣」（2019年4月〜5月）広尾倖児 役[10]
- 東京ワンピースタワー ONE PIECE LIVE ATTRACTION『MARIONETTE』（2020年3月〜7月）サボ 役（CV：古谷 徹） [11]
- 舞台「プレイタの傷」（2021年11月）鞍馬ホクト 役[12]
- 舞台「ブルーロック」（2023年5月）雷市陣吾 役[13]
  - 舞台「ブルーロック」3rd STAGE（2024年8月）[14]
  - 舞台「ブルーロック」4th STAGE（2025年5月〜6月）[15]
  - 舞台「ブルーロック -EPISODE 凪-」（2025年11月〈予定〉） - 凪誠士郎 役[16]
- 青山オペレッタ THE STAGE - 美園爽人 役
  - 第5弾〜ストーリア・パラッレーラ・ウノ（2023年10月）[17]
  - 第6弾～メッザ・ルーナ / 光と影～（2024年3月）
  - 第7弾〜ピエナ・クラシコ / 始まりの刻〜（2024年11月） - 主演[18]
- SEPT presents「DREAM TELLER」（2023年11月〜12月）須藤路刻 役
- 人狼系推理バトル「レジスタンスイレブン」（2024年1月7日、8日）
- 舞台「ブルーロック」2nd STAGE（2024年1月） 凪誠士郎 役（代役）
- 劇場版公開記念『マーダー★ミステリー～探偵・斑目瑞男の事件簿～』on stage（2024年2月23日）
- おぼんろ第24回本公演「聖ダジュメリ曲芸団」（2024年5月）[19]
- Otona Project - Produce 演劇ユニット【爆走おとな小学生】舞台「カタバミ」（2024年6月）[20]
- 舞台「7SEEDS〜春の章〜」（2024年12月）村上 役[21]
- マーダーミステリーShowcase〜5人の証言〜（2025年1月）[22][23]
- 「銀河鉄道の夜を、また」-2025-（2025年2月）[24]
- 劇団ホチキス 第51回本公演「ワンマイク」（2025年9月〈予定〉）[25]
- 「美男高校地球防衛部LOVE!LOVE!」on STAGE（2025年10月〈予定〉） - 鬼怒川熱史 役[26]

### 映画
- 今日から俺は!!劇場版（2020年）[1]
- 映画刀剣乱舞 -黎明-（2023年）髭切 役[27][28]

### テレビドラマ
- ドラマ特区「FLAIR BARTENDER'Z」（2022年、MBS）神木陽太 役[29]
- マーダーミステリーShowcase〜5人の証言〜『白昼の訪問者』（2024年、日テレプラス） - 壱川 役[22][23]

### テレビ
- TEPPEN2021秋（2021年、フジテレビ）[6]

### ネット配信
- 主役の椅子はオレの椅子 シーズン2（2022年、ABEMA）[30]

### コマーシャル
- 花王「ピュオーラ GRAN 目からビーム篇」[1]
- LINE「バースデーカード」（Web）[1]

### 広告
- 「脱毛エステサロン 恋肌」（Web）[1]